# Edran
Edran is een Belgische sportwagenfabrikant. Edran Cars, gevestigd in de Limburgse gemeente Leopoldsburg, werd opgericht in 1984 en is sindsdien actief in design en productie van sportwagens. Het merk biedt de supersportwagen Enigma aan, naast de primitievere Spyder.

## Geschiedenis
In 1984 werd het merk door André Hanjoul opgericht aan de Nicolaylaan in Leopoldsburg.
Tien jaar later presenteerde Hanjoul zijn Spyder op de European Motor Show Brussels. Op zijn stand kreeg hij het bezoek van prinses Astrid van België en haar echtgenoot Lorenz van Oostenrijk-Este.
In 2006 presenteerde Edran een 800 pk sterk model, de Edran Enigma. De firma claimt dat de auto 340 km/u kan halen, waarmee het volgens hen in de top van de snelste productieauto's komt. Foto's of andere afbeeldingen van de Enigma zijn tot op heden echter nog niet vrijgegeven — ook niet door bronnen buiten het bedrijf.